# Рокабашерана
Рокабашера̀на (на италиански: Roccabascerana) е село и община в Южна Италия, провинция Авелино, регион Кампания. Разположено е на 430 m надморска височина. Населението на общината е 2374 души (към 2011 г.).